# Сварткранс
25°55′45″ пд. ш. 27°47′20″ сх. д. / 25.929167° пд. ш. 27.788889° сх. д.
Сварткранс (нід. Swartkrans) — місцевість в провінції Гаутенг на півночі ПАР, відома знахідками гомінід. Розташована на південний захід від Преторії, в 10 км на північ-північ-захід від Крюгерсдорпа (Krugersdorp) і в 32 км від Йоганнесбурга, недалеко від Стеркфонтейна.
Р. Брум і Дж. Робінсон відкрили в 1948 році кісткові рештки парантропа, а в 1949 році — кістки примітивної людини телантропа. Пізніше телантроп був перекласифікований як Homo habilis, згодом — як Homo erectus. Є паратипом виду Homo gautengensis.
Щелепи виду Telanthropus capensis схожі з видом Homo naledi, а зуби — з австралопітеком седіба.
На лівій п'ятій плесновій кістці SK 7923 за допомогою мікрофокусної рентгенівської комп'ютерної томографії виявили остеосаркому.
У горизонті III, що включає 5 м відкладень віком 1,0-1,5 млн років тому, було розкопано декілька рубил, інші кам'яні знаряддя, сліди різання цими знаряддями на кістках, кістяні знаряддя і шматки обпаленої глини, що піддавалася дії вогню при температурі від 200 до 500 °С, що свідчить про контрольоване використання вогню людьми.
Сварткранс є частиною Колиски людства — об'єкту Всесвітньої спадщини.

## Ресурси Інтернету
- Вікісховище має мультимедійні дані за темою: Сварткранс
- University of Chicago Press page for The Hunters or the Hunted?